# Stundande natten
Stundande natten är en roman av Carl-Henning Wijkmark, utgiven 2007. Boken handlar om den döende Hasse och bokens tema behandlar döden. Wijkmark tilldelades Augustpriset 2007 i den skönlitterära klassen för boken.

## Utgåva
- 2007 – Wijkmark, Carl-Henning. Stundande natten. Stockholm: Norstedts. Libris 10415224. ISBN 9789113017402